# Tonsimin ball
Le tonsimin ball (/tɔ̃simɛ̃ bol/) est un sport collectif qui, à l’instar du handball, du basket-ball et du volley-ball, se joue principalement à la main, avec un ballon sphérique. Il oppose deux équipes de cinq joueurs sur un terrain avec un tracé propre et des délimitations précises. Contrairement aux autres sports collectifs de balle, dans lesquels les joueurs vont à la rencontre du ballon, les joueurs de tonsimin ball doivent l’esquiver. L'objectif de chaque camp est donc de toucher les joueurs du camp adverse, pour des gains dont la nature varie selon la partie du corps touchée.
Le tonsimin ball est créé en 1997 au Bénin par Dominique Kodjo Anadi. Initialement dénommé le Raw ball dans la première version des règles du jeu parue en 2003, cette discipline fut rebaptisée tonsimin ball en 2007, avec la création de l'Association Nationale pour la Promotion de Tonsimin ball (ANPT), devenue en 2012, la Fédération Béninoise de Tonsimin ball (FEBETONS). La dernière révision des règles du jeu date de janvier 2018.
En dehors du Bénin, le tonsimin ball se pratique déjà dans les pays limitrophes du Bénin, notamment au Burkina Faso, au Niger, au Nigéria et au Togo.
D'autres pays tels que la Guinée équatoriale et la Chine affichent également un intérêt pour ce sport.

## Histoire
Selon son créateur, Dominique Kodjo Anadi, les premières idées du tonsimin ball datent de 1997. Après six années de recherches, la première version des règles de cette discipline, alors appelée Raw ball (Raw pour « Running away »), fut publié, en 2003. Bravant les nombreuses difficultés rencontrées au cours de la vulgarisation de son invention, la principale étant son manque de formation initiale en sports, Anadi Kodjo Dominique arriva à implanter et faire évoluer cette nouvelle discipline sportive dans tous les départements du Bénin.
La pratique du Raw Ball, devenu tonsimin ball, un nom d'origine fon (tonsimin signifiant littéralement quitter de dedans), pour selon son auteur, « rapprocher la création du créateur et de son milieu », démarra réellement en 2004, avec plus de 250 pratiquants dès l'année 2005.
Avec la création en 2017, de l'Association Nationale pour la Promotion de Tonsimin ball (ANPT), devenue plus tard en 2012, la Fédération Béninoise de Tonsimin ball (FEBETONS), le championnat national fut initié, mettant en compétition, des équipes hommes et femmes, de tous les départements du Bénin.
Avant l'organisation de la nouvelle Assemblée Générale Constitutive de cette discipline sportive, autorisée en 2015 par le Ministre des Sports Safiou Idrissou Affo, Dominique Kodjo Anadi, qui dirige depuis le 21 mars 2015 jusqu'à ce jour, la Fédération Béninoise de Tonsimin ball (FEBETONS), effectua en 2013, une tournée dans la sous-région Ouest Africaine, qui le mena au Burkina Faso, au Niger, au Nigéria et au Togo. Cette tournée eut pour résultat, la naissance de la pratique de cette discipline dans tous ces pays,.

## Pratique du tonsimin ball

### Règlement

#### Règles du jeu
La première édition des règles du tonsimin ball, élaborée par Dominique Kodjo Anadi, a été achevée en 2003. Toutes les règles du jeu sont consignées dans un document intitulé Comprendre le jeu de Tonsimin ball, dont la dernière version révisée date de janvier 2018. Les règles du je décrivent aussi bien les caractéristiques du jeu que les infrastructures et les équipements nécessaires pour jouer au tonsimin ball.

#### Principes du jeu
Le jeu se pratique sur un terrain de quatorze mètres de longueur sur dix mètres de largeur, avec des délimitations qui lui sont propres. En compétition, un match dure soixante-dix minutes de temps réglementaire et met en jeu deux équipes composées chacune de cinq joueurs sur l’aire de jeu, et sept réservistes. Le temps de jeu est divisé en deux périodes de trente-cinq minutes, avec une pause de dix minutes.
Pendant le temps de jeu, les 2 équipes sont positionnées chacune dans un camp, l’une en position d’attaque (détentrice de la balle) et l’autre en position d’esquive ou défensive. Le jeu de tonsimin ball se pratique par des passes et des essais de tir. L'équipe en possession du ballon doit effectuer un tir sur l'équipe adverse avant le terme de la première minute et après les dix premières secondes de jeu.
On appelle essai de tir, toute tentative d'amorce d'action de tir de la part du porteur de la balle. Ainsi, un essai de tir peut aboutir à un tir lorsque la balle quitte la main du porteur, ou à une tentative d'intimidation lorsque la balle ne quitte pas la main du porteur. Un essai de tir peut aboutir à un but marqué ou à une faute.
Un tir se transforme en un but quand la balle touche un joueur de l'équipe adverse dans la face postérieure avant de son corps (la tête, le visage, le cou, la poitrine et la face ventrale), la nuque ou les côtes, puis touche le sol. Lorsque le joueur cible reçoit la balle dans le dos, on parle de petit but. Trois petits buts sur un même joueur font un but. Quand le but est marqué et homologué, le joueur ayant encaissé le but devient un prisonnier. Il quitte alors ses coéquipiers pour rejoindre la prison derrière ses adversaires. Dans cette position, il joue toujours avec ses coéquipiers ; ce qui oblige l’équipe adverse à observer un mouvement de va-et-vient dans son camp de jeu, afin de se trouver le plus loin possible de la balle, selon qu’elle soit avec le prisonnier ou avec ses coéquipiers. Le jeu facilite ainsi l’ouverture et permet d’obtenir des failles exploitables pour marquer ou retrancher des buts.
Le prisonnier, dans sa position, peut également marquer des buts, mais uniquement dans la face postérieure avant du corps (le visage, le cou, la poitrine et la face ventrale), la nuque : on parle de point retranché. Le prisonnier doit marquer trois points retranchés contre un même joueur pour annuler le but encaissé et quitter la prison pour rejoindre ses coéquipiers.
Une rencontre de tonsimin ball est officiée par quatre arbitres :
- un arbitre principal du match
- 2 arbitres assistants
- un arbitre de table.

La victoire d'une équipe de tonsimin ball est constatée dans les cas suivants :
- Fin subite : L'équipe victorieuse a marqué quatre buts avant la fin du temps réglementaire.
- KO : L'équipe gagnante mène par quatre buts à zéro.
- Dans les autres cas, à la fin du temps réglementaire, l'équipe vainqueur est reconnue par le plus grand nombre de prisonniers. En cas d'égalité, on procède à un décompte du nombre de buts, du nombre de petits buts, du nombre de points retranchés pour déterminer l'équipe gagnante.

### Les équipements

#### L'équipement du joueur
L’équipement du joueur de tonsimin ball se compose d’un maillot, d’un short, de chaussettes et de chaussures de sport. Les maillots, les shorts et les chaussettes doivent être propres et de couleurs et modèles uniformes pour tous les membres d'une même équipe.
Les maillots doivent être numérotés devant et derrière, avec des chiffres pleins, de couleur unie contrastant avec celle du maillot.
Les chaussures quant à elles, doivent être légères et souples, avec des semelles composites ou en caoutchouc, sans talon, ne laissant pas de traces.

#### Le terrain de jeu

Espaces et dimensions d'un terrain de tonsimin ball
Aire de jeu Zone des 90 cm Zone arbitrale Prison Zone restrictive

Le terrain est ainsi délimité en zones, par des lignes continues et discontinues. On distingue :
- L'aire de jeu, représentée par le rectangle vert de onze mètres de longueur sur cinq mètres de largeur et centré sur le terrain de jeu. Subdivisée en deux zones (zone d'une équipe et zone d'avant), le jeu s'y développe librement au cours d'une rencontre. Elle est délimitée par les lignes de touche et les lignes de fond.
- Les prisons, représentées par la zone orange située derrière la zone de l'équipe. Elle mesure 5 m de longueur sur 1,5 m de largeur et est subdivisée en trois cellules ou enclos (deux enclos extrêmes de forme rectangulaire et un enclos central de forme carré).
- La zone des 90 cm, qui est la zone en vert clair située de part et d'autre de l'aire de jeu. Elle a une largeur de 90 cm, d'où son nom.
- La zone arbitrale est la zone jaune de 1,60 m de largeur située sur toute la longueur du terrain, au-delà de la zone des 90 cm, de chaque côté.
- La zone restrictive, en rouge et en forme de triangle, située sur les quatre côtés du terrain.
- La zone d'équipe est constituée du camp de l'équipe (sa moitié d'aire de jeu), de ses prisons, de sa zone de restriction et de la zone des 90 cm.

Outre ces zones clairement délimitées, d'autres zones utiles et nécessaires au jeu peuvent être citées : la zone de remplacement, les zones des bancs d'équipe et zone entraîneur, les points ou postes de ramassage, le poste de distribution.

## Compétitions

### Fédération Béninoise de Tonsimin ball (FEBETONS)

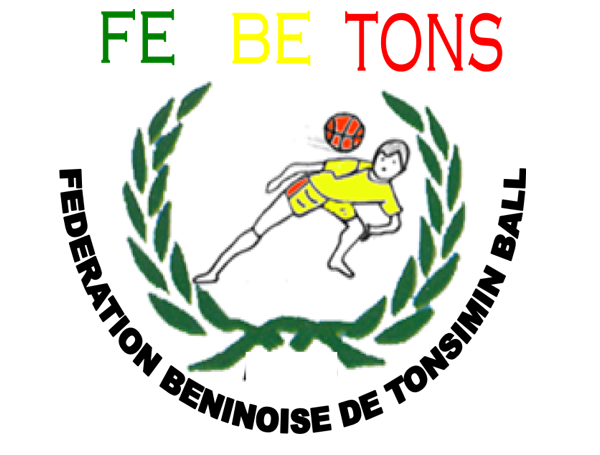
Logo de la Fédération Béninoise de Tonsimin ball.

Le premier bureau exécutif de la Fédération Béninoise de Tonsimin ball (FEBETONS), présidé par Dominique Kodjo Anadi, a été installé à l'issue de l'Assemblée générale constitutive et élective du 30 décembre 2012. Dominique Kodjo Anadi a été reconduit à la tête de cette fédération, lors de l'Assemblée générale constitutive et élective du 21 mars 2015, au siège du Comité national olympique et sportif béninois (CNOSB).
| Poste                                    | Nom & prénom(s)       |
| ---------------------------------------- | --------------------- |
| Président                                | Dominique Kodjo Anadi |
| Vice-président                           | Marcel Kodjo          |
| Secrétaire Général                       | Joël Armand Zinsou    |
| Secrétaire Général Adjoint               | Germaine Hounkponou   |
| Trésorière Générale                      | Judith Koukponou      |
| Trésorier Général Adjoint                | Aziz Soumanou         |
| Responsable à l'Organisation             | Bernardin Houssagansi |
| 1er Responsable Adjoint à l’Organisation | Gaston Anadi          |
| 2e Responsable Adjoint à l’Organisation  | Raymond Yaovi Houngbo |
| 3e Responsable Adjoint à l’Organisation  | Abass Allé            |
| 4e Responsable Adjoint à l’Organisation  | Amour Adomassè        |
| Directeur technique national             | Farid Geraldo         |
| Représentante des Femmes                 | Marie-Claire Dagberou |
| Commissaires aux Comptes                 | Ignace Kponoussito    |
| Commissaires aux Comptes                 | Carine Gbaguidi       |

### Championnat national de tonsimin ball
Le championnat national au Bénin se déroule généralement sur quelques jours, réunissant des équipes hommes et dames, venues de différents départements du pays. En 2018, la 10e édition du championnat a rassemblé des équipes des départements de l'Atlantique, de la Donga, du Littoral, du Mono, de l'Ouémé et du Zou.

## Expansion et diversification du tonsimin ball
Le tonsimin ball est aujourd'hui pratiqué sur toute l'étendue du territoire béninois, surtout en milieu scolaire, où il est fréquent de voir se tenir des championnats scolaires.
À la faveur d'une tournée menée en 2013 dans la sous-région ouest-africaine, son inventeur, a pu susciter l'adhésion de communautés de joueurs dans les pays limitrophes du Bénin, à savoir le Burkina Faso, le Niger, le Nigéria et le Togo.
Après la découverte du tonsimin ball, certains pays manifestent leur intérêt et la volonté de voir se pratiquer chez eux, cette discipline. Nous avons comme exemple la Guinée équatoriale et la Chine.
Les ambitions personnelles de son inventeur sont d'une part, l'organisation de la première édition de la Coupe d’Afrique de tonsimin ball au Bénin les années à venir, et d'autre part, de faire de cette nouvelle discipline un Sport Olympique avant 2025.